# Liste der Monuments historiques in Bussac-sur-Charente
Die Liste der Monuments historiques in Bussac-sur-Charente führt die Monuments historiques in der französischen Gemeinde Bussac-sur-Charente auf.

## Liste der Objekte
| Bezeichnung                           | Beschreibung                    | Standort                                        | Kennzeichnung | Schutzstatus | Datum | Bild |
| ------------------------------------- | ------------------------------- | ----------------------------------------------- | ------------- | ------------ | ----- | ---- |
| Ölgemälde: Mariä Himmelfahrt          | 1850                            | in der Kirche Notre-Dame de l’Assomption (Lage) | PM17000661    | Classé       | 1984  |      |
| Gemälde: Mariä Himmelfahrt            | 18. Jahrhundert                 | in der Kirche Notre-Dame de l’Assomption (Lage) | PM17001493    | Inscrit      | 1986  |      |
| Hauptaltar mit Retabel und Tabernakel | Stein, 18. oder 19. Jahrhundert | in der Kirche Notre-Dame de l’Assomption (Lage) | PM17000053    | Classé       | 1984  |      |